# Młociny

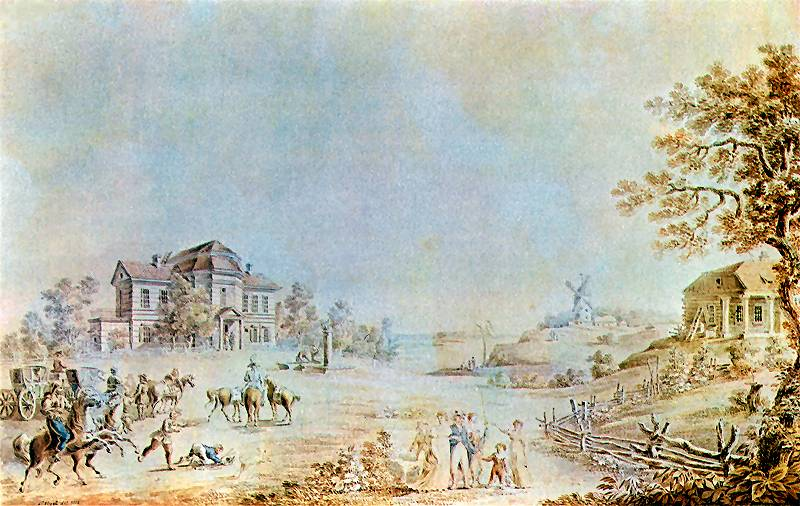
Zygmunt Vogel, Widok austerii w Młocinach, 1812

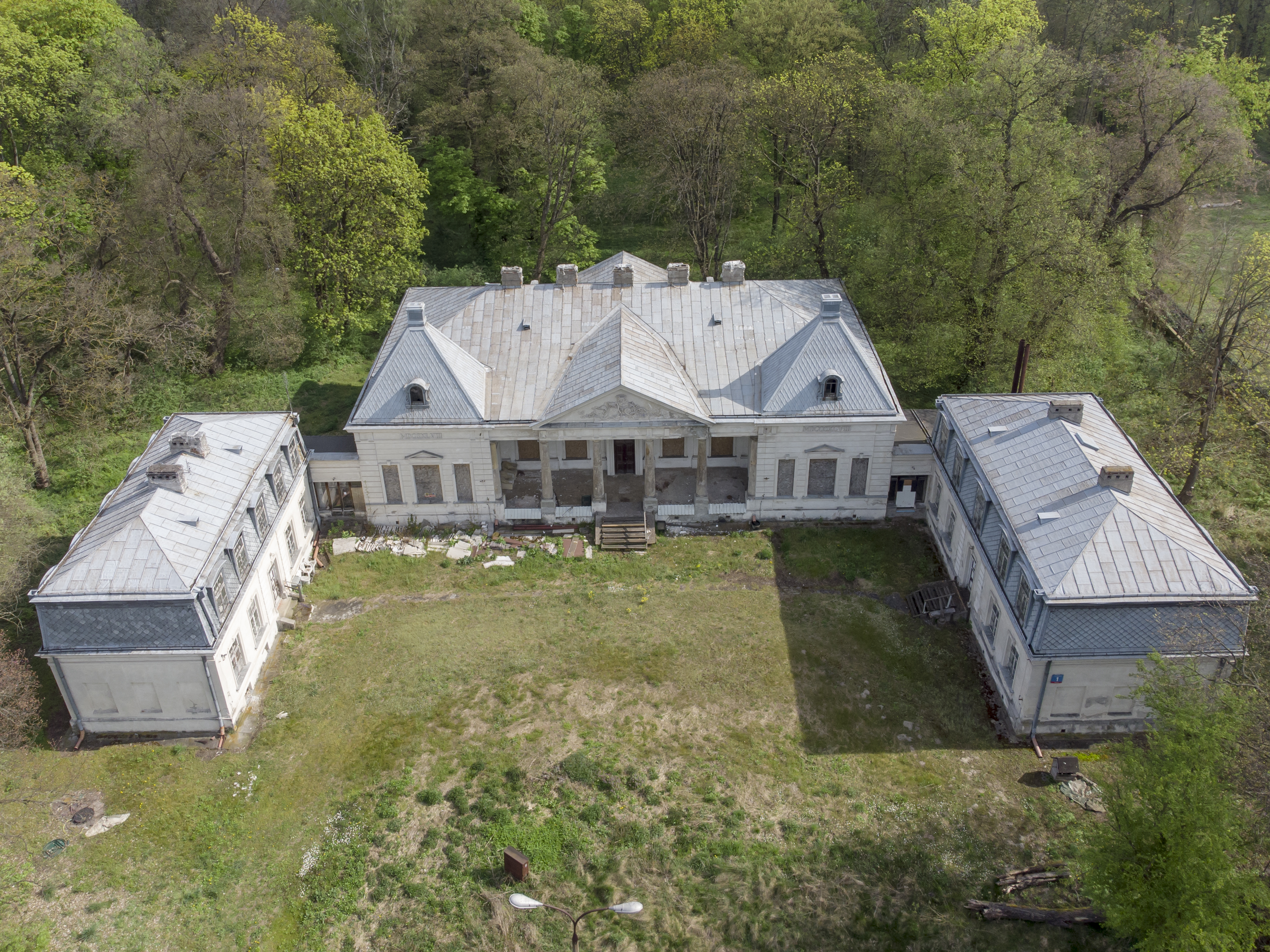
Pałac Brühla

Młociny – osiedle i obszar MSI w dzielnicy Bielany w Warszawie.
Młociny graniczą od północy z gminą Łomianki, od wschodu przez Wisłę z warszawską dzielnicą Białołęka, od południa z osiedlem na Wrzecionie i Lasem Bielańskim, od zachodu zaś z Wólką Węglową.
Do 1951 roku Młociny były siedzibą gminy Młociny.
3 km na południe od Młocin leży osiedle Piaski (włączone do warszawy w 1916 roku), które do 1918 nosiło nazwę Młociny B.

## Historia
- XIV w. − wymieniana jest osada Młociny;
- XVI w. − utworzenie królewskiego zwierzyńca w Lesie Młocińskim, polował tam król August II;
- 1580 r. – wieś królewska położona w powiecie warszawskim ziemi warszawskiej województwa mazowieckiego[3];
- 1752–1758 r. − budowa rezydencji przez Henryka von Brühla, słynnej z hucznych zabaw i bali;
- XVIII w. − fundacja przez generała Alojzego Fryderyka von Brühla wytwórni prochu i kul armatnich (Prochownia);
- XVIII/XIX w. − powstają tu liczne podmiejskie wille i domy letniskowe mieszkańców Warszawy;
- 1907 r. – ok. 110 ha lasu nabywa magistrat stolicy i zakłada park Młociński;
- 1912 r. – dzięki pomocy dra Władysława Ołtuszewskiego[4] zakupiono ponad 16 ha nieużytków z majątku Młociny w celu stworzenia Miasta-Ogrodu zgodnie z ideami Ebenezera Howarda;
- 1936-1939 – na podstawie zatwierdzonego planu zagospodarowania przestrzennego Spółdzielnia „Miasto-Ogród-Gaj” (od reaktywacji w 1923 do 1930 pod nazwą "Warszawskie Towarzystwo Mieszkań Stałych") sporządziła plan zabudowy[5][6], który po uprawomocnieniu pozwolił na rozpoczęcie realizacji[5][6];
- 1938 r. – wytyczenie i początek budowy lotniska Bielany (pomiędzy Wrzecionem a Młocinami);
- 1943 r. – decyzją władz okupacyjnych rozebrano większość torów kolei młocińskiej[7];
- 3–4 maja 1944 r. − udany atak oddziału Osjan Kedywu KG AK na zajęte przez Niemców lotnisko bielańskie, w którym zniszczono 5 samolotów Ju-52/3m;
- 1–2 sierpnia 1944 r. – nieudany atak Grupy Kampinos AK na lotnisko bielańskie;
- 1951 r. − włączenie Młocin do Warszawy i likwidacja lotniska;
- 1961–1967 − budowa osiedla Młociny[8].

## Ważniejsze obiekty
- Pałac Brühla
- Instytut Sportu
- Uniwersytet Kardynała Stefana Wyszyńskiego w Warszawie
- Zespół przyrodniczo-krajobrazowy Dęby Młocińskie